# Valle Cravariola
Das Valle Cravariola (bis 1875 auch Alpe di Craverola und bis 1967 auch Valle Cravairola) ist eine abgeschiedene Region, die das obere Ende des Schweizer Tales Valle di Campo darstellt, politisch jedoch zu Italien gehört. Die in der Nähe der Schweizer Ortschaft Campo liegenden Alpen sind von Italien her schwer zu erreichen.
Das Tal war jahrhundertelang Gegenstand eines Grenzkonflikts zwischen Italien und der Schweiz. 1874 wurde es durch einen Schiedsspruch des Amerikaners George Perkins Marsh Italien zugesprochen. Diese sogenannte Cravariola Decision gilt als erstes erfolgreiches Beispiel eines internationalen Schiedsspruchs.

## Lage
Das Valle Cravariola hat eine Fläche von etwa 18 km² und ist Teil der italienischen Gemeinde Montecrestese. Orografisch gehört das Tal zum Schweizerischen Valle di Campo: Der Rio Colobiasca fließt via Rovana in die Maggia im Kanton Tessin.
Im Talkessel des Valle Cravariola befinden sich die Alpen Alpe Colobiasca, Cuorte Nuova, Alpe Groppo, Alpe Stufa, Corte Lama, Corte rossa und Alpe Bosa. Viele der Alphütten sind am Zerfallen.
Die Alpen liegen bloß etwa 3 km vom schweizerischen Campo entfernt. Die Distanz zum Siedlungskern von Montecrestese beträgt etwa 10 km und der Weg führt über den 2256 m hohen Passo della Forcola. Kürzer ist der Weg ins italienische Prèmia, doch ist dafür der 2499 m hohe Passo della Fria oder der 2513 m hohe Passo del Groppo zu überqueren.
Der Passo della Fria ist heute etwa 120 Meter unter dem Scheitel untertunnelt. Der für Fußgänger und Vieh passierbare Tunnel ist 300 m lang.

## Grenzkonflikt

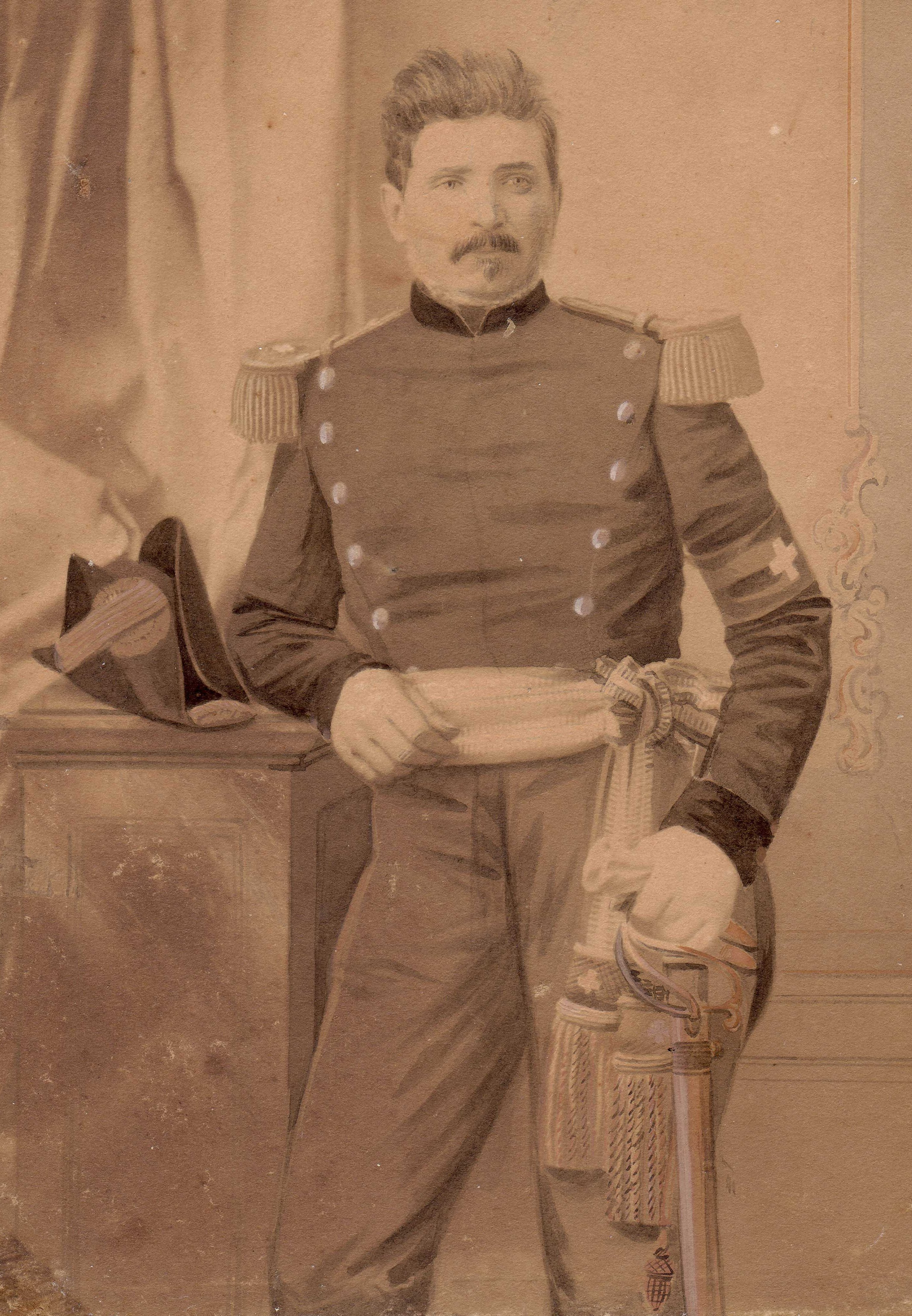
Louis-Henri Delarageaz als eidgenössischer Oberst (Foto von Elie Wolf, Basel, 1857).

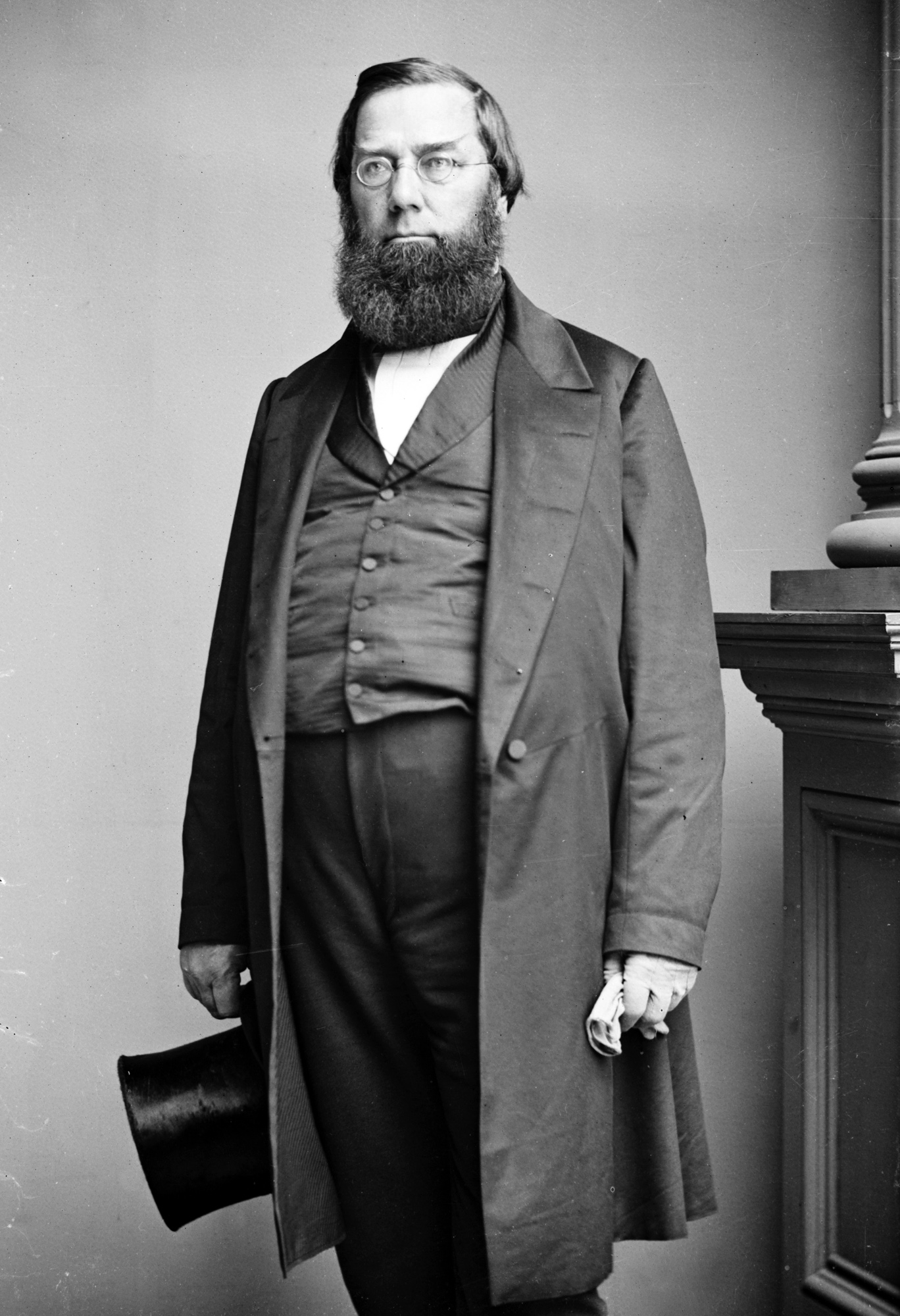
George Perkins Marsh: Der amerikanische Botschafter in Rom fällte am 23. September 1874 den Schiedsspruch zu Gunsten von Italien (Foto von Matthew Brady, New York, 1861).

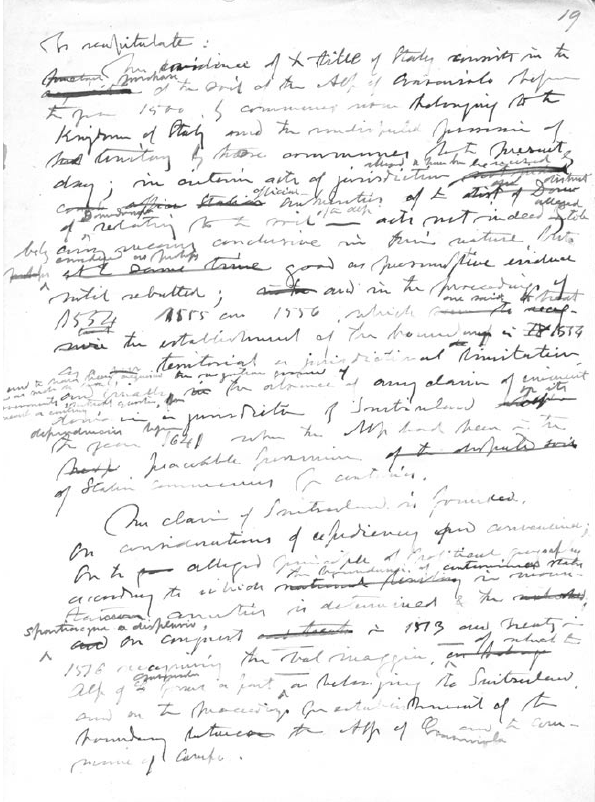
Eine Seite aus dem 23-seitigen englischen Manuskript von George Perkins Marsh zur Cravairola decision (Bailey/Howe Library, University of Vermont).

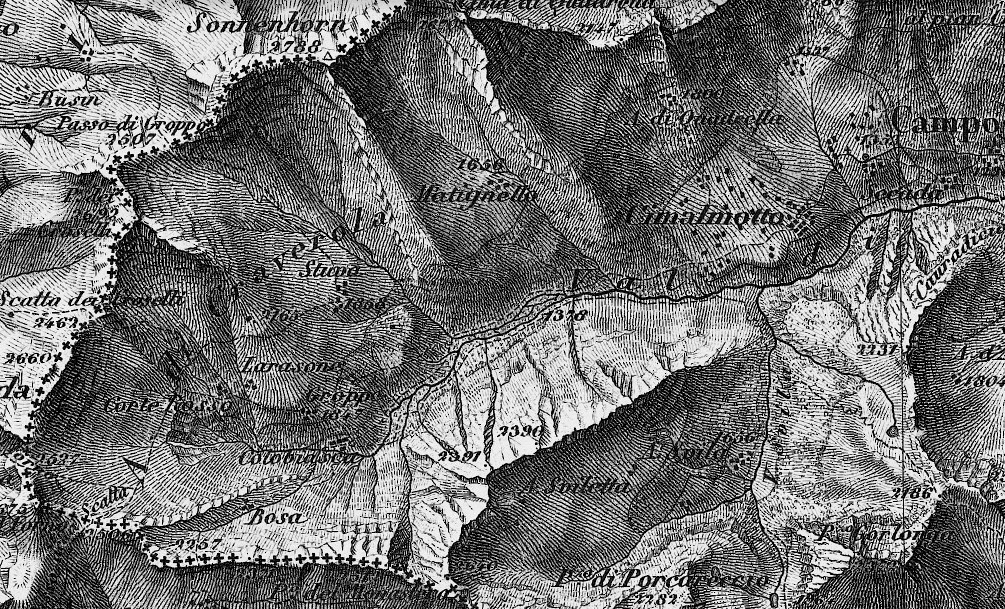
Die Valle Cravariola auf der Schweizer Dufourkarte von 1875: Das Tal wird als schweizerisches Territorium dargestellt.

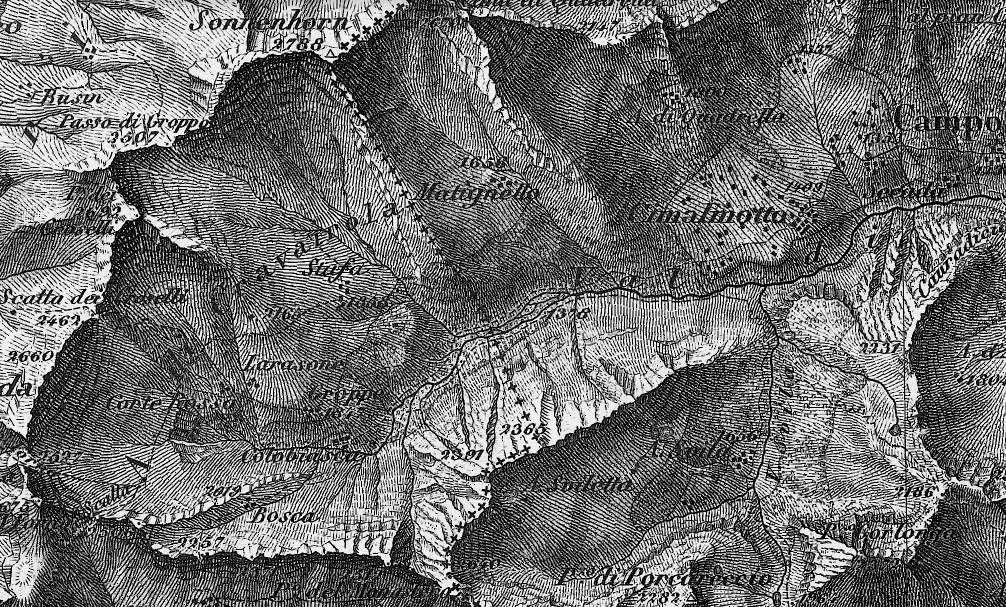
Die Valle Cravariola auf der Schweizer Dufourkarte von 1876: Aufgrund des Schiedsspruchs von 1874 wird das Tal als italienisches Territorium dargestellt.

### Ausgangslage
Die Alpen des Valle Cravariola wurden jeweils von Ende Juni bis Anfang oder Mitte September bewirtschaftet. Die Produkte der Alpwirtschaft wurden trotz der Beschwerlichkeiten über die hohen Pässe zu den italienischen Märkten transportiert. Gefälltes Holz jedoch wurde über die Rovana und die Maggia – also über Schweizer Gebiet – zum Lago Maggiore geflößt und gelangte so zu den Märkten.
Der Konflikt um das Valle Cravariola geht zurück bis ins Spätmittelalter. Durch die Jahrhunderte wechselten die Konfliktparteien. Im Mittelalter waren die Konfliktparteien die Dörfer Crodo und Campo. Seit 1512, dem Jahr der Eroberung des Maggiatals durch die Eidgenossen, waren die Konfliktparteien das Herzogtum Mailand und die Eidgenossenschaft. Seit 1797 waren italienischerseits die Cisalpinische Republik und ihre Nachfolgestaaten Konfliktpartei, schweizerseits seit 1803 der neu entstandene Kanton Tessin. 1861 wurde das Königreich Italien zum Verhandlungspartner. Wegen der durch die Flößerei verursachten Zerstörung des Flussbetts der Rovana und damit einhergehenden starken Erosionen war die Flößerei allerdings 1859 schon verboten worden.
Grundsätzlich berief sich die Schweizer Seite in ihren Ansprüchen durch all die Jahrhunderte auf die Wasserscheide als natürliche Grenzbildnerin. Italien wiederum berief sich auf den jahrhundertealten, urkundlich bestätigten italienischen Privatbesitz der Alpen.
Der 1848 gegründete Schweizerische Bundesstaat hatte im 19. Jahrhundert mit mehreren Nachbarländern Grenzkonflikte. 1862 verlor die Schweiz auf Druck von Napoleon III. das sieben Quadratkilometer große Dappental an Frankreich, und 1868 gewann die Schweiz den 18 km² großen Novellaberg von Österreich. Offen blieb der Konflikt mit Italien um den hinteren Teil des Valle di Campo, das Valle Cravariola.
1868 unternahm der Waadtländer Louis-Henri Delarageaz eine Begehung des Valle Cravariola, von Crodo her kommend nach Campo. Delarageaz war Nationalrat, Artillerie-Kommandant im Rang eines Divisionärs und Landvermesser, unter anderem im Rahmen der Vermessungen für die Dufourkarte. Im selben Jahr war Delarageaz auch Delegierter des Bundesrates für die Grenzverhandlungen bei Poschiavo zwischen Italien und der Schweiz.

### Wahl des Schiedsrichters
Auch wenn im Falle des Valle Cravariola ein realer Grenzkonflikt vorlag, so hatten Italien und die Schweiz doch, wie Marsh später schriftlich festhielt, sonst kaum Probleme miteinander:

„The two States have happily few, if any, conflicting or even rival interests. On the contrary, there is a solidarity of interest between them.“

„Die beiden Staaten haben erfreulicherweise, wenn überhaupt, dann nur wenige konfliktträchtige oder auch nur konkurrierende Interessen. Im Gegenteil, es besteht eine Interessensolidarität zwischen ihnen.“

So war es dann auch möglich, dass sich eine italienisch-schweizerische Kommission 1873 entschied, den Grenzkonflikt durch ein Schiedsgericht regeln zu lassen. Anfangs Juli 1874 wurde George Perkins Marsh von Italien und der Schweiz angefragt als Schiedsrichter über die territoriale Zugehörigkeit der Valle Cravariola. Marsh war seit 1861 US-amerikanischer Gesandter beim Königreich Italien.
Marsh war zu diesem Zeitpunkt zwar bereits 73 Jahre alt, war übergewichtig und litt an chronischem Rheuma. Andererseits wurde Marsh als US-Amerikaner von beiden Seiten als neutral eingestuft, war ein langjähriger, erfahrener Diplomat und Experte für Rechtsgeschichte. Er war sprachlich gewandt und sprach fließend Italienisch und Französisch. Er hatte 1864 den Umweltschutzklassiker Man and Nature geschrieben, was ihn aufgrund der ökologischen Aspekte der Causa Cravariola begünstigte.
Außerdem war Marsh ein begeisterter Alpinist, und so nahm er den Auftrag hochmotiviert an.

### Begehung
Am 7. September 1874 fanden sich Marsh, die Vertreter der beiden Länder sowie weitere Kommissionsmitglieder in Mailand ein. Die ganze Gruppe von acht bis zehn Personen reiste am 8. September nach Crodo.
Am 9. September um fünf Uhr morgens verließ die Gruppe Crodo (534 m ü. M.), und erreichte zu Fuß und auf Maultieren nach sieben Stunden den Pass Scatta dei Croselli (2463 m ü. M.) an der Wasserscheide. Marsh beschrieb den Abstieg ins Valla Cravariola als beschwerlich (Zitat Marsh: among the worst [paths] I have ever travelled). Die Durchschreitung des umstrittenen Territoriums in einer Breite von vier Kilometer dauerte viele Stunden, so dass die Gruppe erst um 19 Uhr, nach insgesamt 14 Stunden also, im schweizerischen Campo eintraf.
Am 12. September waren die Inspektoren wieder zurück in Mailand. Marsh reiste nach Hause nach Florenz, um die Begehung auszuwerten und den schriftlichen Schiedsspruch zu verfassen.

### Auswertung
Aufgrund der Begehung gelangten die italienischen Vertreter, ohne Marshs Bericht abzuwarten, zum Angebot, das Valle Cravariola abzutreten und die Wasserscheide als Grenze zu akzeptieren, falls die Schweiz den italienischen Besitzern die Alpen abkaufen würde. Die Schweizer Vertreter lehnten diesen Vorschlag ab, da schon 1873 – beim Beschluss, ein Schiedsgericht anzurufen – festgelegt worden sei, dass die privaten Grundbesitzverhältnisse für die staatliche Zuordnung des Territoriums keinen Einfluss haben sollen.
Aufgrund dieser Sackgasse reiste Marsh am 16. September 1874 nach Mailand zurück. In seinem Gepäck befand sich umfangreiches historisches Vertragsmaterial, welches bislang – zumindest den Konfliktparteien – unbekannt war. In der darauffolgenden Woche integrierte er das Vertragsmaterial, so dass der Bericht am 23. September 1874 fertig war. Die Kommission wurde aufgelöst und Marsh verließ Mailand, um nach Hause zu gelangen.

### Argumente zu Gunsten der Schweiz
Marsh hielt in seinem Bericht fest, dass die Verwaltung des Tales von der Schweiz aus vorteilhaft wäre, da das Tal von dieser Seite her viel leichter zugänglich war. Mit einer gezielten forstwirtschaftlichen Betreuung hätte die Verbuschung, die damals, wie man bei der Begehung unschwer feststellen konnte, bereits weit fortgeschritten war, aufgehalten werden können.
Die Holznutzung des Valle Cravariola erforderte, dass das Wasser des Tales gestaut wurde und später die Dämme geöffnet wurden, so dass das angestaute Wasser die gefällten Stämme durch das schweizerische Valle di Campo und durch das Maggiatal schwemmte. Dieses unkoordinierte Flößen mit Hilfe von angestauten Wassermassen verursachte Schäden, vor allem in der Gemeinde Campo. Diese Flößtechnik schien sogar den Lago Maggiore und seine Schifffahrt zu beeinträchtigen.
Italien war aufgrund des sehr stark eingeschränkten Zugangs kaum in der Lage, die Holznutzung und das Wassermanagement effizient zu gestalten. Zudem wurde Italien eine geringe Motivation zugeschrieben, den Unterlauf des Talbaches zu schützen.
Immerhin war es den Schweizer Behörden aufgrund einer 1650 auf den Borromäischen Inseln beschlossenen Konvention vorbehalten, zum Schutz der eigenen Flussbette das Flößen zu verbieten oder bei fortgesetztem Flößen das Holz zu beschlagnahmen.
Aus rechtlicher Sicht betrachteten die Schweizer Vertreter das Valle Cravariola als Teil des Valle Maggia, und letzteres wurde durch die Eroberungen der Dreizehn Alten Orte von 1513 bzw. durch den Vertrag von 1516 eidgenössisches Untertanenland.

### Argumentationen zu Gunsten Italiens
Die italienischen Vertreter führten vier Verträge aus der Zeit von 1367 bis 1497 an, alle also aus der Zeit vor der Eroberung durch die Eidgenossen. Alle wiesen darauf hin, dass das Valle Cravariola im Besitz und unter der Rechtsprechung von Crodo und nicht unter jener des Valle Maggia stand. Verschiedene Verträge und Berichte um 1550 beschäftigten sich mit der genauen Grenzsteinsetzung, was impliziert, dass es nicht um die Wasserscheide als Grenze ging.
Weitere Verträge aus den nachfolgenden anderthalb Jahrhunderten deutete Marsh unterschiedlich mal zu Gunsten von Italien, mal zu Gunsten der Schweiz. 1641 erhob zwar der Schaffhauser Vogt über das Maggiatal den ersten formellen eidgenössischen Souveränitätsanspruch über das Valle Cravariola, als das Tal schon seit Jahrhunderten im Besitz italienischer Bürger war.
Abgesehen von diesen historischen Begründungen gab es für Marsh auch eine zukunftsgerichtete Begründung: Wäre das Tal der Schweizer Verwaltung unterstellt worden und hätten wegen fehlender Entschädigungsmöglichkeiten die privaten, italienischen Besitzverhältnisse weiter bestanden, würde dies gemäß Marsh zu endlosen Missgünsteleien, Meinungsverschiedenheiten und Streitigkeiten führen, was dem Frieden und der Eintracht der beiden Länder schließlich noch viel abträglicher wäre als die aktuelle unglückliche Situation.
Im Übrigen war die Wasserscheide als Grund für eine Grenzziehung nach Marshs Meinung nicht universell gültig. Auch das Onsernonetal etwa zehn Kilometer weiter südlich war – ohne dass dies als Grenzkonflikt betrachtet worden wäre – in der gleichen Art und Weise geteilt.

### Schiedsspruch
Marsh stellte seinen Schiedsspruch am 23. September 1874 in Mailand fertig.
Wäre eine Entschädigung der Besitzer der Alpen durch Geld oder Landabtausch möglich gewesen, hätte sich Marsh für eine Zuweisung des Valle Cravariola zur Schweiz entschieden, nach dem Grundsatz der Pragmatik und dem maximalen Nutzen für beide Länder. Unter den gegebenen Umständen jedoch und unter Berücksichtigung der jahrhundertealten Besitzverhältnisse bis zum ersten offiziellen eidgenössischen Souveränitätsanspruch von 1641 entschied sich Marsh für eine Zuweisung des Valle Cravariola ans Königreich Italien.

### Nachwirkungen
Die Verbreitung des Schiedsspruchs litt unter schlechten, lückenhaften Übersetzungen ins Italienische und Französische, so dass in der modernen Forschung im Jahr 2004 der Versuch unternommen wurde, den ursprünglichen Text aufgrund von Marshs Manuskript wiederherzustellen.
Marshs Schiedsspruch war zwar nicht der erste Schiedsspruch in einer territorialen Frage. Doch er gilt als der erste erfolgreiche Schiedsspruch dieser Art.
Marsh selber bekam im Mai 1875 einen Artikelentwurf für eine Schweizer Zeitung in die Hände. Er war so erbost über die schlechte Übersetzung und die grotesken Verdrehungen, dass er darauf bestand, dass der Artikel schließlich nicht publiziert wurde. Der Schiedsspruch hat im Schweizer Geschichtsbewusstsein nicht denselben Bekanntheitsgrad erlangt wie zum Beispiel die Dappentalfrage oder die Grenzziehung im oberen Valle Onsernone.
Die Erosion der Rovana blieb auch nach dem Schiedsspruch ein Thema. So ist zum Beispiel die Kirche von Campo zwischen 1892 und 1979 seitlich um 26,80 m gerutscht und hat sich dabei um 6,20 m gesenkt. Seit 1999 führt ein 1810 Meter langer Umleitungsstollen bis zu 300 Kubikmeter Wasser pro Sekunde im extremen Hochwasserfall ab, so dass die Erosion unterhalb von Cimalmotto und Campo stark vermindert werden kann.